# Ze’ew Elkin
Ze’ew Elkin (hebr.: זְאֵב אֵלְקִין, ros.: Зеэв Элькин, ur. 3 kwietnia 1971 w Charkowie) – izraelski polityk, od czerwca 2021 roku minister budownictwa i mieszkalnictwa oraz minister ds. Jerozolimy i Dziedzictwa Narodowego, od 2006 poseł do Knesetu. W latach 2015–2020 był ministrem absorpcji imigrantów oraz ministrem ds. Jerozolimy i dziedzictwa narodowego w 4. rządzie Binjamina Netanjahu. Od maja do grudnia 2020 roku sprawował urząd ministra zasobów wodnych i ministra szkolnictwa wyższego.

## Życiorys
Urodził się w Charkowie, wówczas na terenie ZSRR. Był sekretarzem generalnym Ruchu Bene Akiwa w Związku Radzieckim. Wyemigrował do Izraela w 1990
Służbę wojskową ukończył w stopniu szeregowego. Ukończył studia z historii narodu izraelskiego i matematyki na Uniwersytecie Hebrajskim w Jerozolimie w 1994 roku.
Po raz pierwszy do Knesetu wszedł w 2006 roku z list Kadimy. W 2009 ponownie udało mu się uzyskać mandat, tym razem już z list Likudu. W wyborach 2013 startował z listy wspólnej Likudu i partii Nasz Dom Izrael, został posłem oraz zastępcą ministra spraw zagranicznych.
W 2015 po raz czwarty został parlamentarzystą z listy Likudu. 14 maja 2015 został ministrem absorpcji imigrantów, a 1 czerwca również  ministrem ds. Jerozolimy i dziedzictwa narodowego w 4. rządzie Binjamina Netanjahu.
W wyborach w kwietniu 2019 uzyskał reelekcję.
17 maja 2020 roku zaprzysiężony na ministra zasobów wodnych i ministra szkolnictwa wyższego.
23 grudnia ogłosił rezygnację ze stanowisk ministerialnych, mandatu poselskiego i przeszedł do partii Gide’ona Sa’ara – Nowa Nadzieja.
W wyborach pralamentarnych z 2021 dostał się do Knesetu z list Nowej Nadziei, która uzyskała sześć mandatów. Następnie został mianowany ministrem ds. Jerozolimy i Dziedzictwa Narodowego oraz ministrem budownictwa i mieszkalnictwa, w związku z czym na mocy prawa norweskiego zrezygnował z miejsca w parlamencie.

## Życie prywatne
Jest żonaty, ma dwójkę dzieci.